# Cyrto-hypnum schistocalyx
Cyrto-hypnum schistocalyx là một loài Rêu trong họ Thuidiaceae. Loài này được (Müll. Hal.) W.R. Buck & H.A. Crum mô tả khoa học đầu tiên năm 1990.